# توم كينغ (متسابق يخت)
توم كينغ (بالإنجليزية: Tom King)‏ هو متسابق يخت أسترالي، ولد في 8 فبراير 1973 في ملبورن في أستراليا.

## وصلات خارجية
- توم كينغ على موقع الاتحاد الدولي للملاحة الشراعية (موقع قديم) (الإنجليزية)
- توم كينغ على موقع أوليمبيديا (الإنجليزية)